# Голландский манеж

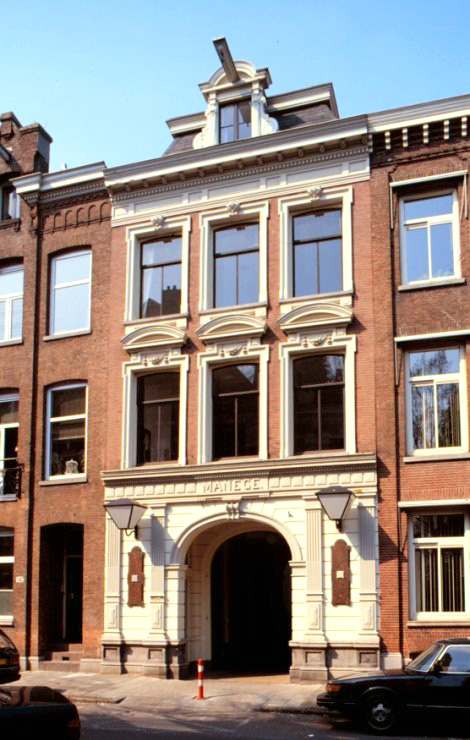
Вход на Вондельстраат

Голландский манеж в Амстердаме — самая старая школа верховой езды в Нидерландах. Изначально манеж находился на канале Лейдсеграхт и был возведен в 1744 году. Нынешнее здание было построено в 1882 году по примеру Испанской школы верховой езды в Вене. Позднее здание Голландского манежа было объявлено национальным памятником.
Голландский манеж пользовался популярностью у состоятельных жителей Амстердама, а также членов королевского дома. Оригинальный Голландский манеж был построен в 1744 году и стоял на углу каналов Лиинбаансграхт и Лейдсеграхт. В комплекс манежа входили конюшни на 60 лошадей и жилые помещения для берейтора.
В 1881 году из-за расширения канала Лейдеграхт школу верховой езды решили снести. В качестве замены было построено новое здание в неоклассическом стиле, по проекту архитектора Ван Гендта. Также он спроектировал концертный зал Консертгебау и центральный железнодорожный вокзал Амстердама .
Внутренний интерьер Голландского манежа состоит из зала с балюстрадами и крышей из чугуна, а также его украшает длинный коридор со стеклянной и железной крышей. В 1998 году к манежу была добавлена пристройка, но в 1969 году она была снесена.

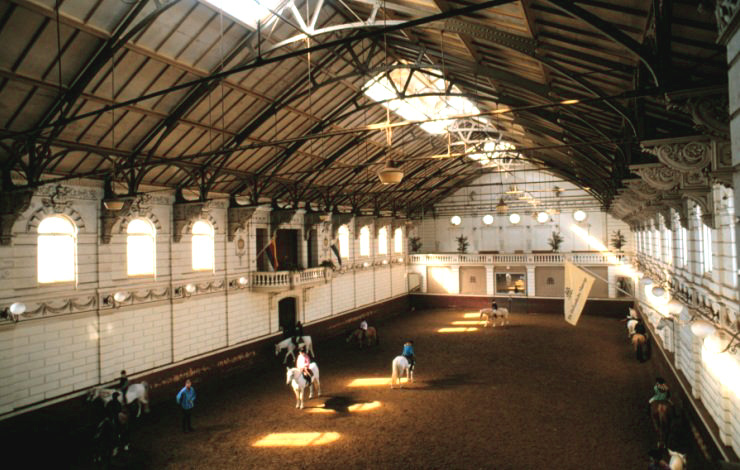
Главный зал Голландского манежа

На сегодняшний день на территории манежа размещаются конюшни, вмещающие 35 лошадей и 15 пони. Довольно часто манеж используется студенческими клубами для тренировок по верховой езде. В здании есть ресторан, а также манеж сдаётся в аренду для торжественных мероприятий.
В 1980-е годы Голландский манеж планировали снести, но громкие протесты, включающие в себя многочисленные петиции от студентов, спасли его. В 1986 году провели реставрацию здания и она вернула школе былую славу. Особого внимания заслуживает внутренняя арена, которую отреставрировали в неоклассическом стиле. А украсили сооружение зеркала с позолотой и лепные лошадиные головы на стенах. В 2007 году Голландский манеж отметил свой 125-летний юбилей.
В Голландском манеже до сих пор сохранилась атмосфера XIX века. В наши дни, защитники прав животных добились того, чтобы лошади могли гулять за пределами Голландского манежа, в близлежащем парке Вондельпарк.
Название данной достопримечательности говорит само за себя. В основном, туристы приходят сюда для того, чтобы посмотреть на старинное здание или потренироваться с лошадьми. Несмотря на это, Голландский манеж может стать отличным развлечением как для любителей лошадей, так и для детей.